# Miklós Konkoly-Thege

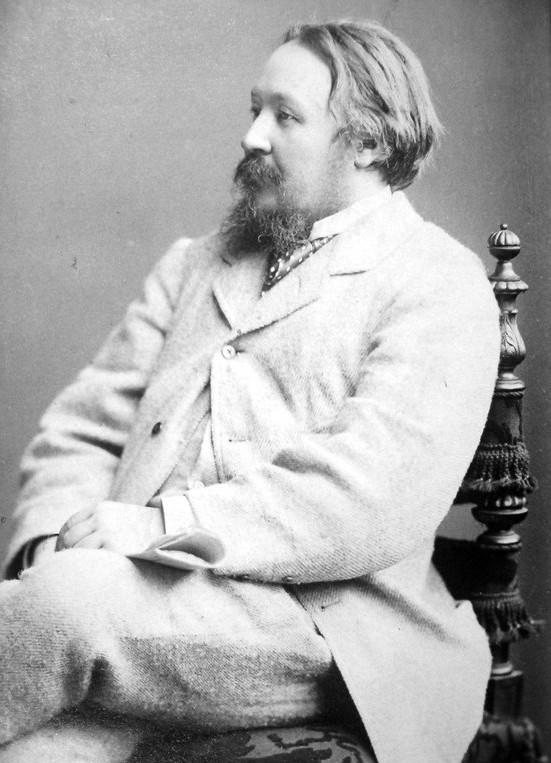
Miklós Konkoly-Thege

Miklós Konkoly-Thege (* 20. Januar 1842 in Pest, Kaisertum Österreich; † 17. Februar 1916 in Budapest, Österreich-Ungarn) war ein ungarischer Astronom und gilt als Begründer der modernen Astronomie in Ungarn.

## Leben
Miklós Konkoly-Thege stammte aus einer adligen Grundbesitzerfamilie. Er studierte Physik und Astronomie an den Universitäten in Budapest und Berlin. 1863, nach dem Abschluss seines Studiums, begab er sich auf eine Europareise, um die damals bekanntesten Observatorien Europas in Greenwich, Paris, Heidelberg und Göttingen zu besuchen.
1870 reiste er ein weiteres Mal durch Europa, um nicht nur die Sternwarten, sondern in Deutschland und Großbritannien auch die bedeutendsten Hersteller astronomischer Instrumente der damaligen Zeit aufzusuchen, wie Sigmund Merz in München und T. Cooke & Sons in York.
1871 errichtete er ein kleines Teleskop auf dem Balkon seines Schlosses in Ógyalla, um astronomische Beobachtungen durchführen zu können. Schon bald fasste er weitergehende Pläne, wie die Gründung einer Schule für Astronomie in Ungarn, einem Land, in dem damals kein einziges Observatorium existierte.
1874 ließ er im Park seines Schlosses eine Sternwarte mit zwei Kuppeln erbauen. Diese versetzte ihn mit seinen Mitarbeitern in die Lage, Forschungen auf dem damaligen Stand der Technik zu betreiben. Ihre Beobachtungen und Forschungsergebnisse veröffentlichten sie in der Zeitschrift Beobachtungen angestellt am Astrophysikalischen Observatorium in Ógyalla, wodurch sie in regen Austausch mit einer Reihe weiterer Forschungsinstitute in anderen Ländern traten.
In den folgenden Jahren publizierte er etliche Fachbücher, musste aber auch erkennen, dass er das Institut auf Dauer nicht aus eigenen Mitteln finanzieren und aufrechterhalten konnte. Nach jahrelangen Verhandlungen übergab er schließlich am 16. Mai 1899 sein Observatorium an den ungarischen Staat. Durch Investitionen des ungarischen Kultusministeriums wuchs das Institut weiter, und Miklós Konkoly-Thege blieb dessen Leiter bis zu seinem Tod im Jahr 1916.
Der ursprüngliche Sitz des Observatoriums liegt heute im slowakischen Hurbanovo.
Das Observatorium der Ungarischen Akademie der Wissenschaften trägt heute den Namen Konkoly-Observatorium und befindet sich in Budapest (XII. Bezirk) in der nach ihm benannten Konkoly-Thege Miklós út.
Der Asteroid (1445) Konkolya ist nach ihm benannt.

## Veröffentlichungen
- Praktische Anleitung zur Anstellung astronomischer Beobachtungen mit besonderer Rücksicht auf die Astrophysik, nebst einer modernen Instrumentenkunde. Braunschweig, 1883
- Praktische Anleitung zur Himmelsphotographie nebst einer kurzgefassten Anleitung zur modernen photographischen Operation und der Spectralphotographie im Cabinet. Halle, 1887
- Handbuch für Spectroscopiker im Cabinet und am Fernrohr. Halle, 1890
- Beschreibung der vom Anfang des Jahres 1908 bis zum Schluss des Jahres 1911 auf dem astrophysikalischen Observatorium neu angekauften und häuslich hergestellten Instrumente und Apparate. Budapest, 1912